# François Augustin Della Chiesa
Pour les articles homonymes, voir Chiesa.
François Augustin Della Chiesa (en italien Francesco Agostino Della Chiesa), né le 6 octobre 1593 à Saluces (Saluzzo), dans l'actuelle province de Coni dans le Piémont et mort le 13 septembre 1662, est un homme d'église et un historien italien du XVIIe siècle, qui écrivit des ouvrages sur l'histoire du Piémont et de la Savoie à la demande de la maison de Savoie.

## Biographie
Issu d'une noble famille, François Augustin Della Chiesa devint évêque de Saluces, nommé par le pape Urbain VIII le 14 juillet 1642 et le resta jusqu'à sa mort en 1662.

## Œuvres
François Augustin Della Chiesa est l'auteur de plusieurs ouvrages de référence sur l'histoire du Piémont et de la Savoie :
- Fiori di Blasoneria per Ornare la Corona di Savoia indique de nombreuses familles d'origine française dont certaines éteintes en France ont subsisté en Italie ;
- Theatre delle Donne illustre évoque des femmes illustres.